# Le Bunker (roman)
Pour les articles homonymes, voir Le Bunker.
Le Bunker est un roman policier de Serge Brussolo, publié en 1993, aux éditions Gérard de Villiers, dans la collection « Serial Thriller ». Ce livre est une édition revue et corrigée de La Maison vénéneuse, paru en 1985, aux éditions Fleuve noir, dans la collection Spécial Police.